# 維亞切斯拉夫卡
46°51′55″N 36°16′46″E / 46.86528°N 36.27944°E
維亞切斯拉夫卡（烏克蘭語：Вячеславка）是位於烏克蘭東南部的村莊，由扎波羅熱州別爾江斯克區的普里莫爾斯克市鎮負責管轄。該村始建於1862年，面積3平方公里，海拔高度32米，2001年人口914，人口密度每平方公里304.6人。